# Jan Blahoslav

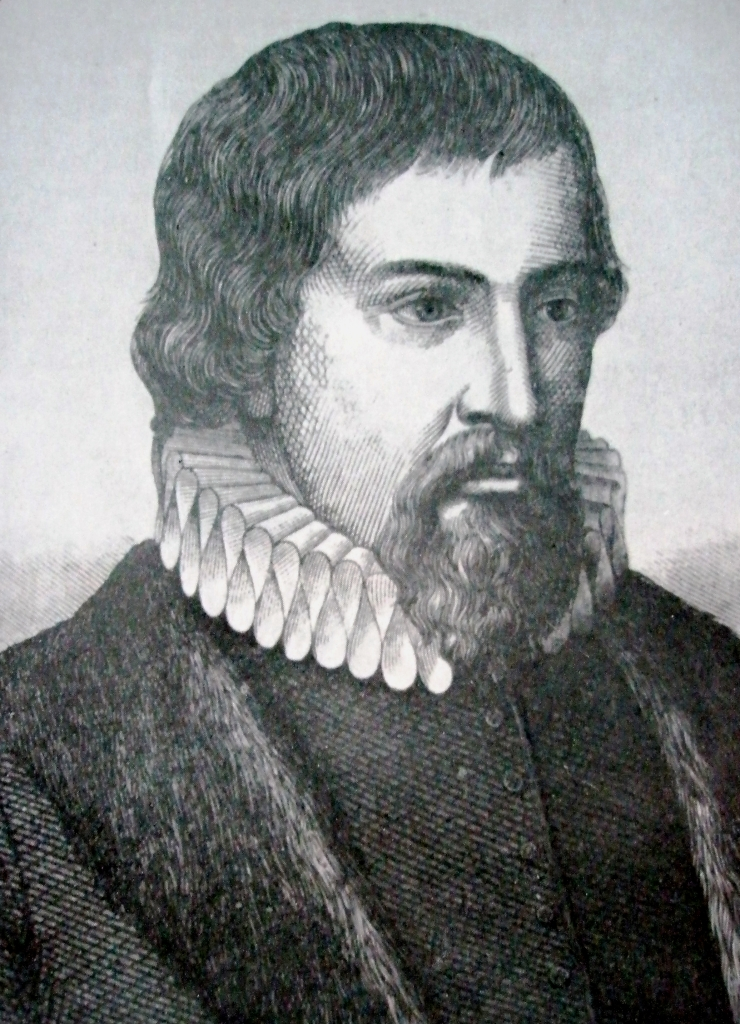
Jan Blahoslav

Jan Blahoslav, född 20 februari 1523 i Přerov, död 24 november 1571 i Moravský Krumlov, var en av de böhmiska brödernas lärdaste och märkligaste präster.
Vid 17 års ålder studerade Blahoslav för Martin Luther i Wittenberg, besökte därefter Königsberg och Basel och återvände 1550 till Böhmen. Han översatte Nya testamentet till tjeckiska 1565. Förutom flera historiska och religionspolemiska arbeten skrev han omedelbart före sin död en tjeckisk grammatika, som dock ej blev utgiven förrän år 1857.